# Patrick Malahide
Patrick Gerald Duggan (24 de marzo de 1945), conocido profesionalmente como Patrick Malahide, es un actor británico, conocido por sus papeles del detective Albert Chisholm en la serie Minder y Balon Greyjoy en la serie Game of Thrones.

## Vida personal
Malahide nació en Reading, Berkshire como hijo de inmigrantes irlandeses. Su madre era cocinera y su padre, secretario de una escuela. Fue educado en el Douai School, Woolhampton, Berkshire.

## Carrera
Hizo su debut en la televisión en 1976, en un episodio de The Flight of the Heron, luego en episodios de Sutherland's Law, The New Avengers (1976) y ITV Playhouse (1977). Figuró en una adaptación a la gran pantalla de El águila de la novena legión, y su primera película fue Sweeney 2 al año siguiente. En 1979 comenzó a interpretar al detective Albert "Cheerful Charlie" Chisholm en la serie Minder.
Sus apariciones televisivas incluyen The Singing Detective (1986) y Middlemarch (1994), e hizo del inspector de Ngaio Marsh, Roderick Alleyn en The Inspector Alleyn Mysteries. Entre sus películas se incluye Comfort and Joy (1984), A Month in the Country (1987) y Captain Corelli's Mandolin (2001). En 1999, hizo una pequeña aparición al comienzo de la película de James Bond, The World Is Not Enough como un banquero suizo de nombre Lachaise trabajando en Bilbao. Hizo de Mr. Ryder en Brideshead Revisited, y desde 2012 a 2016 dio vida a Balon Greyjoy, el padre de Theon Greyjoy, en la serie Game of Thrones. Hizo el papel de Magnus Crowe en la película de 2018, Mortal Engines.

## Filmografía
| Año       | Título                                | Papel                                              | Otras notas                                        |
| --------- | ------------------------------------- | -------------------------------------------------- | -------------------------------------------------- |
| 2021      | The Protégé                           | Vohl                                               |                                                    |
| 2018      | Mortal Engines                        | Magnus Crome                                       |                                                    |
| 2015–2016 | Indian Summers                        | Lord Willingdon                                    | Serie de televisiòn                                |
| 2015      | Luther                                | George Cornelius                                   | Cuarta temporada – Serie de televisión             |
| 2014      | New Worlds                            | John Francis                                       | Serie de televisión                                |
| 2012      | Hunted                                | Jack Turner                                        | Serie de televisión                                |
| 2012      | Endeavour                             | Richard Lovell                                     | Película de televisión                             |
| 2012      | Galerías Paradise                     | Lord Glendenning                                   | Serie de televisión                                |
| 2012–2016 | Game of Thrones                       | Lord Balon Greyjoy                                 | 4 episodios – Serie de televisión                  |
| 2009      | Survivors                             | Mr Landry                                          | Serie de televisión                                |
| 2009      | Into the Storm                        | Mayor-General Bernard Montgomery                   |                                                    |
| 2008      | Brideshead Revisited                  | Mr Ryder                                           |                                                    |
| 2008      | The 39 Steps                          | Profesor Fisher                                    | TV                                                 |
| 2007      | Five Days                             | John Poole                                         | Serie de televisión                                |
| 2006      | New Tricks                            | Chopper Hadley                                     | Serie de televisión                                |
| 2006      | The Rocket Post                       | Charles Ilford                                     |                                                    |
| 2006      | Like Minds                            | Director                                           |                                                    |
| 2005      | Elizabeth I                           | Sir Francis Walsingham                             | Serie de televisión                                |
| 2005      | Friends and Crocodiles                | Anders                                             | Serie de televisión                                |
| 2005      | Extras                                | Ministro                                           | Serie de televisión                                |
| 2005      | Sahara                                | Embajador Polidori                                 |                                                    |
| 2004      | Amnesia                               | D.I. Brennan                                       | Serie de televisión                                |
| 2004      | Eurotrip                              | Arthur Frommer                                     |                                                    |
| 2003      | Agatha Christie's Poirot              | Sir Montague                                       | Serie de televisión (Episodio: "Five Little Pigs") |
| 2003      | In Search of the Brontes              | Patrick Brontë                                     | Serie de televisión                                |
| 2002      | Goodbye, Mr. Chips                    | Ralston                                            | Serie de televisión                                |
| 2002      | The Final Curtain                     | Dr. Colworth                                       |                                                    |
| 2002      | The Abduction Club                    | Sir Myles                                          |                                                    |
| 2001      | Victoria & Albert                     | John Conroy                                        | Serie de televisión                                |
| 2001      | Captain Corelli's Mandolin            | Coronel Barge                                      |                                                    |
| 2000      | Quills                                | Delbené                                            |                                                    |
| 2000      | Billy Elliot                          | Principal                                          |                                                    |
| 2000      | Ordinary Decent Criminal              | Daly                                               |                                                    |
| 1999      | All the King's Men                    | Capt. Claude Howlett                               | Serie de televisión                                |
| 1999      | The World Is Not Enough               | Lachaise                                           |                                                    |
| 1999      | Captain Jack                          | Mr. Lancing                                        |                                                    |
| 1999      | Fortress 2: Re-Entry                  | Peter Teller                                       |                                                    |
| 1998      | Lost at Sea: The Search for Longitude | John Harrison                                      |                                                    |
| 1998      | Heaven                                | Dr. Melrose                                        |                                                    |
| 1998      | Miracle at Midnight                   | Georg Duckwitz                                     |                                                    |
| 1998      | US Marshals                           | Bertrum Lamb                                       |                                                    |
| 1997      | Till There Was You                    | Timo                                               |                                                    |
| 1997      | La niñera y el presidente             | Leonid Kleist                                      |                                                    |
| 1997      | Deacon Brodie                         | Bailie Creech                                      |                                                    |
| 1996      | The Long Kiss Goodnight               | Leland Perkins                                     |                                                    |
| 1995      | Cutthroat Island                      | Gobernador Ainslee                                 |                                                    |
| 1995      | Kidnapped                             | Ebenezer                                           |                                                    |
| 1995      | Two Deaths                            | George Bucsan                                      |                                                    |
| 1994      | A Man of No Importance                | Inspector Carson                                   |                                                    |
| 1994      | Middlemarch                           | Rev. Edward Casaubon                               | Serie de televisión                                |
| 1993–94   | The Inspector Alleyn Mysteries        | Roderick Alleyn                                    | Serie de televisión                                |
| 1992      | The Blackheath Poisonings             | Robert Dangerfield                                 | Serie de televisión                                |
| 1991      | Children of the North                 | Coronel Mailer                                     | Serie de televisión                                |
| 1992      | A Doll's House                        | Dr. Rank                                           | Serie de televisión                                |
| 1990      | Inspector Morse                       | Jeremy Boynton (Episodio: "Driven to Distraction") | Serie de televisión                                |
| 1988      | The One Game                          | Magnus                                             | Serie de televisión                                |
| 1988      | News at Twelve                        | Arthur Starkey                                     | Serie de televisión                                |
| 1987      | A Month in the Country                | Reverendo Keach                                    | Película                                           |
| 1986      | The Singing Detective                 | Mark Binney/Finney/Raymond                         |                                                    |
| 1986      | The Russian Soldier                   | John Carter                                        | Serie de televisión                                |
| 1985      | The Pickwick Papers                   | Alfred Jingle                                      | Serie de televisión                                |
| 1984      | Comfort and Joy                       | Colin                                              |                                                    |
| 1984      | The Killing Fields                    | Morgan                                             |                                                    |
| 1983      | La víbora negra                       | Chico de Glastonbury                               | Serie de televisión                                |
| 1981      | Dear Enemy                            | Dr. Robin "Sandy" MacRae                           | Serie de televisión                                |
| 1979–1988 | Minder                                | Detective Albert 'Charlie' Chisholm                | Serie de televisión                                |
| 1978      | The Sweeney                           | Mason                                              | Serie de televisión                                |
| 1978      | Los profesionales                     | Primer hombre de seguridad                         |                                                    |
| 1978      | The Standard                          | Colin Anderson                                     | Serie de televisión                                |
| 1978      | Sweeney 2                             | Mayor Conway                                       |                                                    |
| 1977      | The Eagle of the Ninth                | Cradoc                                             | Serie de televisión                                |